# 美麗新世界II 戰爭與和平 (專輯)
这张专辑在八九民運后出版，是為了聲援八九命运的作品。其中此专辑《历史的伤口》这首歌在1989年5月28日錄製
由四家唱片公司分別各自發行

## 曲目
1. 出發（青年合唱團）
2. 歷史的傷口（39位歌手合唱）
3. 浪子歸（崔健）
4. 這城市有愛（周華健）
5. 剎那表情（劉偉仁）

1. 你的背後還有我們（張信哲）
2. 從現在開始（紅螞蟻合唱團）
3. 蒲公英（羅大佑）
4. 窗外有藍天（齊豫）
5. 歷史的傷口（伴奏曲）